# 國家原子能科技研究院
國家原子能科技研究院（簡稱國原院）是中華民國關於原子能科技研發的行政法人機構，位於桃園市，前身為「行政院原子能委員會核能研究所」。專門負責該國核安與核後端應用、民生輻射應用及新能源與系統整合技術應用等三大領域的研發，研究領域包括太陽能、風力發電、智慧電網、電網韌性、燃料電池、液流電池、沼氣發電、節能膜、生質精煉技術等方面。

## 歷史
- 1966年1月25日，核能研究所成立籌備，是在民國55年1月25日由國防部向　蔣總統簡報後，奉核定而展開規劃工作
- 1968年5月9日，總統令制定公布原子能法，該法第四條規定，行政院原子能委員會（以下簡稱原能會）為推進原子能科學與技術之研究發展，開發原子能資源，擴大原子能在農業、工業、醫療上之應用，得設立研究機構。7月1日核能研究所正式成立，並委託中山科學研究院代為運作。
- 1973年3月7日，台灣研究用反應器廠(TRR) 達成 40MW全功率運轉。7月6日，原能會將核能研究所組織規程草案呈報行政院。8月29日，行政院准予核能研究所之組織規程修正備查。9月4日，原能會公布核能研究所組織規程。並經原能會主任委員裁示以9月4日為所慶日。
- 1988年10月1日，奉行政院核定，核能研究所歸建行政院原子能委員會核能研究所。
- 1990年1月5日，《行政院原子能委員會核能研究所組織條例》奉　總統公布實施。
- 1993年5月26日，中型迴旋加速器與同位素生產設施 (052館)啟用。
- 1995年4月1日，地震平台測試實驗室建置完成,開始執行核能同級品設備耐震驗證。
- 2001年12月10日， 國家游離輻射標準實驗室獲中華民國實驗認證體系(CNLA)認可。12月15日，放射藥理實驗室設置完成並接受國內外界委託。
- 2010年12月31日，國內首座百瓩級微型電網試驗場。
- 2014年10月17日，核醫製藥產銷中心通過PIC/S GMP評鑑。
- 2015年3月1日，能源資訊平台正式上線對外營運。
- 2017年6月16日，全國首例 TAF 食品放射性檢測實驗室認證。
- 2018年11月8日，「行政法人國家龍潭原子能科技研究院設置條例」草案經行政院會議審議通過。
- 2019年1月1日， 執行前瞻基礎建設計畫--綠能發配電智慧管理與效能提升技術發展計畫。
- 2023年5月29日，立法院三讀通過《國家原子能科技研究院設置條例》草案。6月21日，公布制定國家原子能科技研究院設置條例[1] 。9月27日，轉型改組為行政法人「國家原子能科技研究院」[2]。

## 歷任首長
| 核能研究所時期（1966年8月-2023年9月）          | 核能研究所時期（1966年8月-2023年9月） | 核能研究所時期（1966年8月-2023年9月） | 核能研究所時期（1966年8月-2023年9月） |
| 所長                                           | 所長                                  | 所長                                  | 所長                                  |
| 任別                                           | 姓名                                  | 就職時間                              | 卸任時間                              |
| ---------------------------------------------- | ------------------------------------- | ------------------------------------- | ------------------------------------- |
| 1                                              | 錢積彭                                | 1966年8月                             | 1984年4月                             |
| 2                                              | 劉光霽                                | 1984年4月                             | 1987年8月                             |
| 3                                              | 周仁章                                | 1987年8月                             | 1992年2月                             |
| 4                                              | 夏德鈺                                | 1992年2月                             | 2000年5月                             |
| 5                                              | 游景熊                                | 2000年5月                             | 2001年3月                             |
| 6                                              | 王時俊                                | 2001年3月                             | 2002年2月                             |
| 代理                                           | 丁幹                                  | 2002年2月                             | 2002年5月                             |
| 7                                              | 楊昭義                                | 2002年5月                             | 2004年6月                             |
| 8                                              | 林立夫                                | 2004年6月                             | 2007年12月                            |
| 9                                              | 葉陶然                                | 2008年3月                             | 2010年1月                             |
| 10                                             | 馬殷邦                                | 2010年1月                             | 2018年7月                             |
| 11                                             | 林金福                                | 2018年7月                             | 2019年7月                             |
| 代理                                           | 施建樑                                | 2019年7月                             | 2019年11月                            |
| 12                                             | 陳長盈                                | 2019年11月                            | 2023年9月                             |
| 國家原子能科技研究院準備時期（2023年9月-11月） |                                       |                                       |                                       |
| 董事長                                         |                                       |                                       |                                       |
|                                                | 張欣                                  | 2023年9月                             | 2023年11月                            |
| 院長                                           |                                       |                                       |                                       |
| 代理                                           | 李海光                                | 2023年9月                             | 2023年11月                            |
| 國家原子能科技研究院時期（2023年11月-迄今）    |                                       |                                       |                                       |
| 董事長                                         |                                       |                                       |                                       |
| 1                                              | 張欣                                  | 2023年11月                            | 現任                                  |
| 院長                                           |                                       |                                       |                                       |
| 1                                              | 高梓木                                | 2023年11月                            | 現任                                  |

## 組織
- 董事會：董事11-15人
- 監事3-5人，以上任期3年得連任一次
  - 董事長
    - 院長
      - 副院長

| 現任董監事 |                                                                                              |
| 董事       | 吳杰亮、游振偉、洪樂文、黃佑民、呂登元、黃淑玲、高淑芬、吳宗信、林法正、洪慧芬、張似瑮、姜至剛 |
| 監事       | 李佳航（常務監事）、何雲英、莊弘鈺                                                           |

### 研究部門
- 材料研究所
- 化學研究所
- 物理研究所
- 化學工程研究所
- 電機及資控研究所
- 機械及系統工程研究所
- 輻射防護研究所
- 原子能系統工程研究所
- 核子設施及工程技術研究所
- 同位素應用研究所
- 核能安全研究中心

### 業務單位
- 綜合企劃處
- 人力資源處
- 總務處
- 財務及會計處
- 法務及督察處

## 輻射污染事件
核研所在1988年10月歸建原子能委員會後，在1988年到1991年間，位於桃園市龍潭鄉的乾貯場園區，在取出燃料棒時曾經發生過六次氫爆造成放射性污染事件發生後均已除汙完畢，目前燃料棒已經送回美國，所內仍有非屬核電廠的核廢料，核廢料乾貯場已加蓋鐵皮屋加強管制，國際原子能總署每年執行定期與不定期的抽查，均符合安全標準。
1980年代核研所購買的六氟化鈾目前放置核研所原料桶中，但因為台灣沒有穩定技術仍待外運處理。

## 外部連結
- （繁體中文）（英文）國家原子能科技研究院 （页面存档备份，存于）